# Setoppia mahunkai
Setoppia mahunkai är en kvalsterart som först beskrevs av Hammer 1968.  Setoppia mahunkai ingår i släktet Setoppia och familjen Oppiidae. Inga underarter finns listade i Catalogue of Life.